# August Wilhelm Thorsson
August Wilhelm Thorsson, född 1866, död 1942, var en svensk sångtextförfattare.
Thorsson började som tonåring arbeta vid Gamlestadens fabriker i Gårda Göteborg, medan han arbetade brukade han sjunga visor. Han diktade egna visor och 1883 framförde han "Elfsborgsvisan" till en tyrolermelodi på en  godtemplarfest.